# 张志祥 (企业家)
张志祥（1967年8月—），原名张志强，浙江上虞人，中华人民共和国企业家、亿万富豪、全国人大代表，有中国钢铁大王之称。

## 生平
张志祥是浙江省上虞市东关街道高泾村人。张志祥的父亲张金富是高泾村的一位普通农民，后来从事养殖种植业，2002年张金富还出资十多万元人民币为高泾村修了座小石桥。张志祥的妻子是当地卫生院的一位普通护士。张志祥的弟弟张伟祥比张志祥小3岁，两人均为大学生，后来联手打造出建龙钢铁。
1985年，考入浙江工业大学工业自动化专业学习。1989年，分配到上虞市土产日杂公司工作。1994年，张志祥在上虞创建“忠祥公司”，从事钢铁贸易，事业迅速发展。1999年，购入遵化市钢铁厂，更名为唐山建龙实业有限公司（北京建龍重工集團有限公司前身）。其后，又在中国各地并购多家钢铁企业。2003年至2008年，为第十届全国人民代表大会河北省代表，2013年成为第十二届全国人民代表大会黑龙江省代表。2018年2月24日，当选为第十三届全国人大代表。